# 波士尼亞與赫塞哥維納經濟
波士尼亞與赫塞哥維納在南斯拉夫聯邦共和國波士尼亞與赫塞哥維納社會主義共和國時期的主要產業是金屬產業，此外波赫在南斯拉夫時期也是南斯拉夫主要的食品輸出地區之一。然而在南斯拉夫內戰期間，波赫經濟受到了很大打擊。在1992年至1995年期間，波赫的經濟總量由於戰爭而劇減了80%，失業率也大幅飆升。戰後波赫開始在自由市場經濟體制下重建經濟。1998年，波赫發行了自己的貨幣可兌換馬克。

## 經濟組成
波斯尼亞的經濟發展相對前南斯拉夫成員國落後，經濟以農業及工業為主。波斯尼亞曾經是前南斯拉夫的重工業地區，但工業技術並不全面。在冷戰時期，由於波斯尼亞遠離南斯拉夫邊境的內陸地區，當時南斯拉夫中央政府將該國最大的飛機廠開設於波斯尼亞，同時在波斯尼亞設立軍火製造廠，但生產技術都是來自塞爾維亞及其他南斯拉夫聯邦的成員國，所以在南斯拉夫分裂後，波斯尼亞的工業生產也無以為繼，基礎設施在南斯拉夫內戰中飽受破壞。在獨立後，波斯尼亞的經濟發展仍然較慢。